# Jong Ok-jin
Jong Ok-jin   (Corea del Nord, 6 de juny de 1945) va ser una jugadora de voleibol nord-coreana que va competir durant la 1970.
El 1972 va prendre part en els Jocs Olímpics de Múnic, on guanyà la medalla de bronze en la competició de voleibol.